# 臼木健士朗
臼木 健士朗（うすき けんしろう、1985年4月10日 - ）は、日本の男性声優。マウスプロモーション所属。熊本県出身。

## 来歴
2006年に代々木アニメーション学院福岡校を卒業し、ミツヤプロジェクト声優実践科入所。
2010年にマウスプロモーション附属俳優養成所入所。2012年にマウスプロモーション所属。

## 人物
趣味・特技は弓道二段。

## 出演

### テレビアニメ
2012年
- ジョジョの奇妙な冒険 シリーズ（2012年 - 2018年、ポコの父、悪ガキD、研究者D、カメラマン） - 2シリーズ

2013年
- カーニヴァル（梧）
- アイカツ!（2013年 - 2015年、キャスターA、レコーディングD、ディレクター 他）
- マギ The kingdom of magic（2013年 - 2014年、海賊D、海賊B、学生C、観客E、護衛A、ヤコフ マグノシュタット兵、魔導士A、部下）

2014年
- ブレイドアンドソウル（ブラン）
- 棺姫のチャイカ（店主）
- 神撃のバハムート GENESIS（男）
- ディスク・ウォーズ:アベンジャーズ（強盗B）

2015年
- ワカコ酒（店員B、男性客、店員、おじさん、客A）
- K RETURN OF KINGS（緑のクランズマン）

2016年
- ジョーカー・ゲーム（ドイツ軍野戦憲兵、イギリス軍憲兵）

2017年
- Rewrite（マルキュス・ノエ）
- ハンドシェイカー（男性）
- GRANBLUE FANTASY The Animation（帝国兵B）
- 活撃 刀剣乱舞（時間遡行軍、浪士 他）
- アニメガタリズ（バスケ部員）

2018年
- 忍たま乱太郎（ドクタケ忍者）
- かくりよの宿飯（あやかしD）
- ISLAND（無線の声、大司教）
- あかねさす少女（男）

2019年
- エガオノダイカ（辺境伯B）

2020年
- 放課後ていぼう日誌（アナウンス）

2021年
- ゾンビランドサガ リベンジ（参加者B）

2025年
- 勘違いの工房主〜英雄パーティの元雑用係が、実は戦闘以外がSSSランクだったというよくある話〜（村人、おじいさん）

### OVA
- 今際の国のアリス（2014年、男）※コミックス第12巻DVD付き限定版

### Webアニメ
- マウスどうぶつえん（2018年、アルマジロのけんしろう）
- ゴルゴ13×外務省 海外安全対策マニュアル（2018年、岩清水社長、警備員、後藤、役員C）

### ゲーム
- 絶対ヒーロー改造計画（2010年）
- ペルソナ5（2016年）
- 実況パワフルプロ野球2018（2018年、波留寺広[5]）
- ペルソナ5 ザ・ロイヤル（2019年）
- ファイナルファンタジーVII リメイク（2020年）
- プロジェクトセカイ カラフルステージ! feat. 初音ミク（2024年）

### ドラマCD
- MAUSU THEATER

### 吹き替え

#### 映画
- アイリッシュマン
- アウトロー・キング スコットランドの英雄 ※Netflix版
- アリス・イン・ワンダーランド/時間の旅（ウィル）
- アンネの追憶
- インデペンデンス・デイ: リサージェンス（ボルドー）
- 42 〜世界を変えた男〜
- グレース・オブ・モナコ 公妃の切り札（アルフレッド・ヒッチコック〈ロジャー・アシュトン＝グリフィス〉）
- クローバーフィールド・パラドックス
- ザ・プレデター（郵便局員男[6]）
- 猿の惑星: 聖戦記[7]
- デッドプール
- デッドプール2（トニーの友達[8]）
- ピラニア リターンズ（デイブ[9]）
- ホワイト・ガール
- マイ・インターン（デイビス〈ザック・パールマン〉）
- ランペイジ 巨獣大乱闘（男性キャスター[10]）
- ワウンズ: 呪われたメッセージ

#### ドラマ
- シカゴ・ファイア（ケヴィン・ハドリー〈ウィリアム・スマイリー〉）
- シカゴ P.D.（フィッシャー）
- 殺人者への道（スティーブン・エイブリー）

#### アニメ
- アルジュンの大冒険〜氷の蓮の謎〜[11]（ビーム）
- インサイド・ヘッド（雲の男）
- カーズ/クロスロード（ガブリエル）
- ミッキーマウス!
- ちいさなプリンセス ソフィア（インプ達）
- 悪魔城ドラキュラ -キャッスルヴァニア-（ボーシャ、ブルーファングス）
- ライオン・ガード（ウシャリ）

### その他コンテンツ
- 地球ドラマチック「ビッグベン 世紀の大修復プロジェクト」（ボイスオーバー）

### シリーズ一覧
1. ↑  1st Season『ファントムブラッド/戦闘潮流』（2012年 - 2013年）、4th Season『黄金の風』（2018年）